# Unió General d'Estudiants Palestins
La Unió General d'Estudiants Palestins (UGEP; àrab: الإتحاد العام لطلبة فلسطين, al-Ittiḥād al-ʿĀm li-Ṭalaba Falasṭīn) és una organització que agrupa als estudiants d'origen palestí fundada en l'any 1959.

## Història
El moviment nacional palestí, la potència del qual va començar a consolidar-se en els anys 1920, va tenir com a protagonista principal, i de fet com a primer actor social, als grups organitzats d'estudiants. El Moviment Estudiantil Palestí va ser el primer d'una sèrie d'organitzacions a establir-se i contribuir a la resistència palestina, primer contra l'administració britànica i després el sionisme. El moviment estudiantil és pioner a posar en debat el problema del poble palestí, i és en el seu si on la revolució palestina comença a prendre força.
En l'any 1959, sota la idea de "alliberar" Palestina i crear estructures que li permetessin operar des de l'exili, Yasir Arafat i Abu Jihad, al costat d'altres destacats capdavanters, formen al Caire la Unió General d'Estudiants Palestins. Des de llavors, la UGEP es va convertir en la principal organització estudiantil del món àrab i va concretar una expansió mundial, que va permetre que tots els palestins del món poguessin participar en l'alliberament de la seva pàtria. En només deu anys, la UGEP tenia presència organitzada en més de cent països.
Des que la UGEP va tenir l'oportunitat de massificar-se en diferents països, el seu desenvolupament va comportar la creació de canals de comunicació, no només entre palestins i àrabs, sinó amb les comunitats locals en les quals es troba l'organització.
Si bé, la UGEP va néixer dels formadors de Fatah, aviat va passar a ser part integral de l'Organització per a l'Alliberament de Palestina (OLP), en la qual va actuar com a front de masses, la qual cosa va implicar sempre la participació de tot el sector estudiantil, sense importar el color polític o àrea d'educació.
A l'interior de l'organització, s'ha reproduït el model de la mateixa OLP, presentant-se històrics debats entre els principals partits: Al Fatah i el Front Popular per a l'Alliberament de Palestina (FPLP). Malgrat això, sempre la UGEP ha actuat com un sol bloc i característica d'ella han estat els congressos, on es revisen estatuts o es discuteixen polítiques a prendre respecte a la situació de Palestina.